# Clofazimine
La clofazamine (DCI) ou riminophénazine est un médicament antibactérien antilépreux. 
Formule chimique : (chloro-4 anilino)-3(chloro-4 phényl)-10 isopropylimino-2 dihydro-2,10 phénazine
N° CAS : 2030-63-9 
Classe chimique : Phénazine

## Mode d'action
Il agit comme bactériostatique sur le bacille de la lèpre, mais également sur des mycobactéries atypiques.
D'après BIAM, il y a absence de résistances connues pas plus que de résistance croisée avec la rifampicine et les sulfones (par exemple la dapsone). 
Il a de plus une activité anti-inflammatoire (action lente à apparaître), efficace notamment dans les réactions lépromateuses. 

## Efficacité

### Tuberculose
Dans les formes multi-résistantes de la tuberculose, les résultats de l'antibiothérapie comprenant la clofazimine sont comparables à ceux comportant la pyrazinamide.
Il existe cependant des résistances croisées avec la bédaquiline.

## Effets secondaires
- Coloration rouge de la peau, des larmes, de l'urine et de la conjonctive (et dépôt brun sur la cornée)
- Diarrhée
- Douleur abdominale

## Délivrance
Réservé à l'usage hospitalier en France. Utilisé en général en association avec la rifampicine et la dapsone.

## Spécialités
- Belgique : non enregistré
- France : LAMPRENE® capsules
- Suisse : n'est plus commercialisé

Le riminophénazine est un dérivé de la clofazimine en cours de test dans la tuberculose et qui a l'avantage de ne pas s'accumuler dans les tissus, et donc sans coloration de la peau.